# Cyclocephala lizeri
Cyclocephala lizeri är en skalbaggsart som beskrevs av Martinez 1964. Cyclocephala lizeri ingår i släktet Cyclocephala och familjen Dynastidae. Inga underarter finns listade i Catalogue of Life.